# François Matuszenski
« Matu » redirige ici.  Pour le certificat de fin d'études en Suisse, voir Maturité suisse.
Ne doit pas être confondu avec Matu (Birmanie).

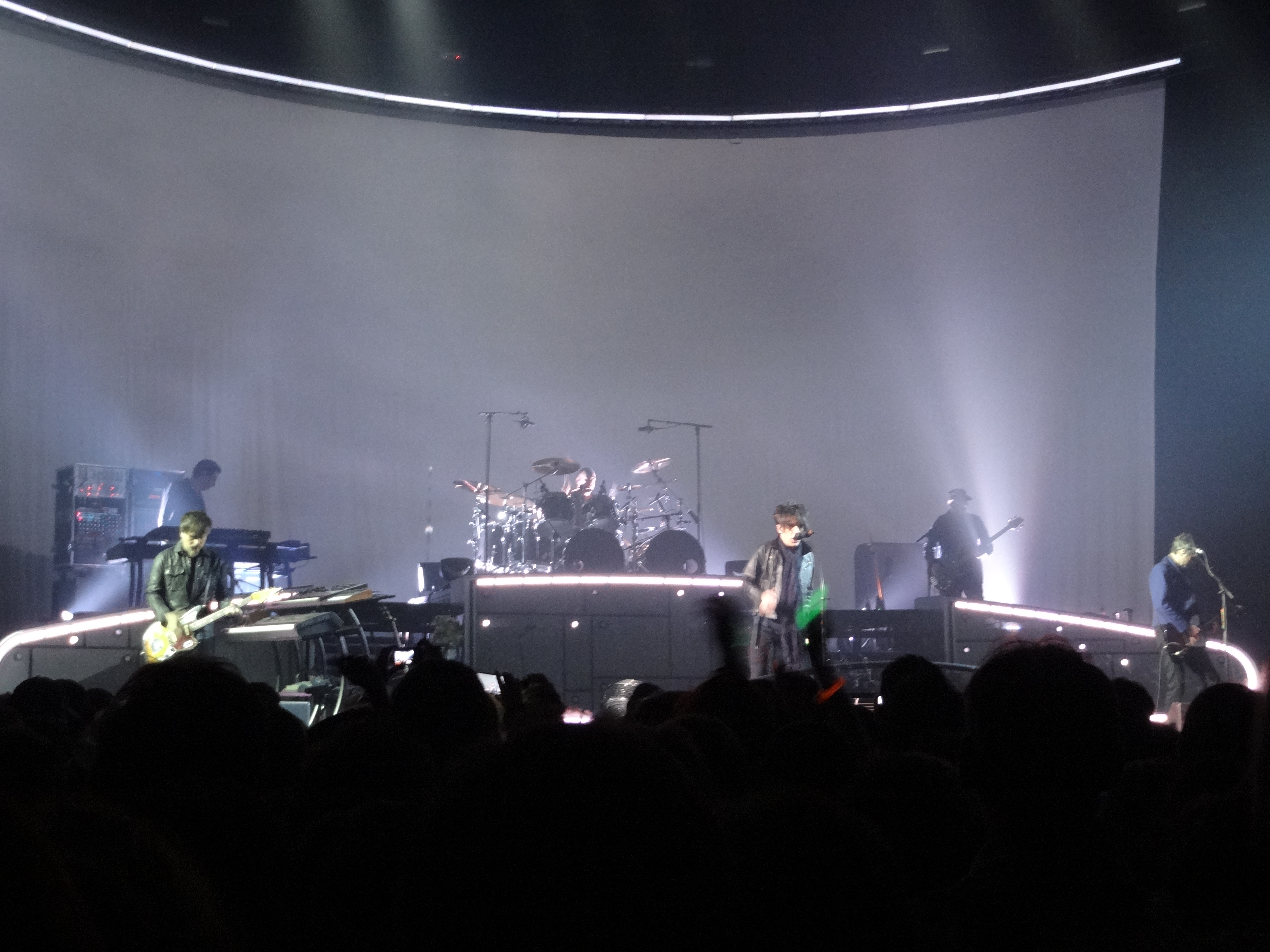

François-Régis Matuszenski, dit François Matuszenski, aussi connu sous le mononyme Matu, est claviériste français, né le 13 janvier 1966 à Paris.
Issu du rock des années 1980, il a notamment joué avec des groupes comme Chihuahua, Haine et ses amours ou L'Écho râleur. Plus récemment il a joué avec Mano Solo, Amadou et Mariam ou encore les Frères Misère. De 2005 à 2015 il est le claviériste du groupe Indochine.

## Indochine et lui
François connaissait Boris Jardel avant d'entrer dans le groupe. Boris le contacte lorsque Frédéric Helbert quitte le groupe. Il participe en 2005 à la tournée Alice & June Tour, et en 2009 au Météor Tour. Sur l'album La République des Meteors il cosigne "Tom & Jerry" et "Le Lac". Il participe également au concert événement au Stade de France. Ne se montrant pas dans les photos officielles auparavant, il est désormais de toutes les interviews du groupe. Il est par ailleurs très présent dans le film Black City Parade.
Il quitte le groupe en 2015.